# Ana Peleteiro-Compaoré
Ana Peleteiro-Compaoré (* 2. Dezember 1995 in Ribeira als Ana Peleteiro) ist eine spanische Leichtathletin, die sich auf den Dreisprung spezialisiert hat. 2024 wurde sie in dieser Disziplin Europameisterin.

## Sportliche Laufbahn
Erste internationale Erfahrungen sammelte Ana Peleteiro-Compaoré bei den Jugendweltmeisterschaften 2011 nahe Lille, bei denen sie mit 12,92 m die Bronzemedaille gewann. Anschließend siegte sie beim Europäischen Olympischen Jugendfestival in Trabzon mit einer Weite von 13,17 m. Auch im Jahr darauf feierte sie bei den Juniorenweltmeisterschaften in Barcelona mit 14,17 m den Gewinn der Goldmedaille. 2013 gewann sie mit 13,29 m die Bronzemedaille bei den Junioreneuropameisterschaften in Rieti und bei den Juniorenweltmeisterschaften im Jahr darauf in Eugene belegte sie mit 13,71 m den sechsten Platz. 2016 nahm sie an den Hallenweltmeisterschaften in Portland teil und belegte dort mit einem Sprung auf 13,59 m Platz elf. Bei den Halleneuropameisterschaften 2017 in Belgrad gelangte sie bis in das Finale und beendete dieses mit 14,13 m auf dem fünften Platz. Bei den U23-Europameisterschaften im polnischen Bydgoszcz gewann sie mit 14,19 m die Silbermedaille und musste sich dabei nur knapp der Rumänin Elena Panțuroiu geschlagen geben. Gut drei Wochen später belegte sie bei den Weltmeisterschaften in London mit neuer persönlicher Bestleistung von 14,23 m im Finale den siebten Platz.
Bei den Hallenweltmeisterschaften in Birmingham gewann sie mit persönlicher Bestleistung von 14,40 m die Bronzemedaille hinter der Venezolanerin Yulimar Rojas und Kimberly Williams aus Jamaika. Auch bei den Europameisterschaften in Berlin gewann sie mit einem Sprung auf 14,44 m die Bronzemedaille hinter der Griechin Paraskevi Papachristou und Kristin Gierisch aus Deutschland. 2019 siegte sie mit neuem spanischen Rekord von 14,73 m bei den Halleneuropameisterschaften in Glasgow. Im Oktober gelangte sie bei den Weltmeisterschaften in Doha bis in das Finale und belegte dort mit einer Weite von 14,47 m den sechsten Platz. 2021 gewann sie dann bei den Halleneuropameisterschaften im polnischen Toruń mit 14,52 m die Silbermedaille hinter der Portugiesin Patrícia Mamona. Bei den Olympischen Spielen in Tokio gewann sie mit der neuen spanischen Rekordweite von 14,87 m die Bronzemedaille hinter Yulimar Rojas und Patricia Mamona. 2022 startete sie bei den Hallenweltmeisterschaften in Belgrad und gelangte dort mit Saisonbestleistung von 14,30 m auf den achten Platz. Nach einem Jahr Wettkampfpause wegen ihrer Schwangerschaft wurde sie im Jahr darauf bei der 1. Liga der Team-Europameisterschaft im Rahmen der Europaspiele in Chorzów mit 13,67 m Siebte. 2024 gewann sie bei den Hallenweltmeisterschaften in Glasgow mit 14,75 m die Bronzemedaille hinter der Dominicanerin Thea LaFond und Leyanis Pérez aus Kuba. Im Juni siegte sie bei den Europameisterschaften in Rom mit 14,85 m. Anschließend wurde sie bei den Olympischen Sommerspielen in Paris mit 14,59 m im Finale Sechste.
2025 siegte sie bei den Halleneuropameisterschaften in Apeldoorn mit europäischen Jahresbestleistung von 14,37 m zum zweiten Mal nach 2019. Kurz darauf gewann sie bei den Hallenweltmeisterschaften in Nanjing mit 14,29 m die Bronzemedaille hinter den Kubanerinnen Leyanis Pérez und Liadagmis Povea.
In den Jahren 2015 und 2017 sowie 2018 und 2019 und 2021, 2023 und 2024 wurde Peleteiro-Compaoré spanische Meisterin im Dreisprung im Freien sowie 2014, von 2016 bis 2018 und 2021 und 2022 sowie 2024 und 2025 auch in der Halle.